# Turnus

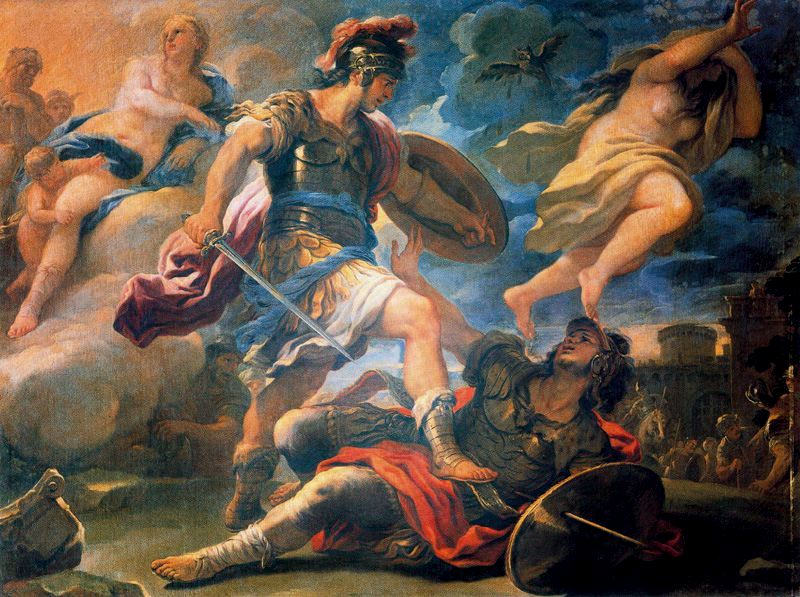
Aeneas overwint Turnus, door Luca Giordano (1632-1705)

Turnus is een (hoofd)personage uit Vergilius' Aeneis. Vergilius noemt hem een zoon van Daunus, vorst van Ardea, en van de nimf Venilia. Hij is het stamhoofd van de Rutuliërs, en de voornaamste tegenstander van Aeneas na zijn aankomst in Latium.
Als familielid van koning Latinus was hij voorbestemd om te trouwen met diens dochter Lavinia, maar dit huwelijk kwam in het gedrang, omdat een orakel de koning gewaarschuwd had dat de koningsdochter met een 'vreemde inwijkeling' moest trouwen. Toen kort daarop Aeneas met zijn Trojaanse volgelingen in Latium belandde, moest Turnus als huwelijkskandidaat voor hem wijken. Dit viel uiteraard niet in goede aarde: koningin Amata had liever Turnus als schoonzoon gehad. De godin Erato wekte bovendien haatgevoelens tegen Aeneas in het hart van Turnus, en dit leidde tot ruzie en een oorlogsverklaring.
Verzekerd van de steun van machtige bondgenoten (waaronder Mezentius, de amazone Camilla, én Juno) bracht Turnus aanvankelijk de Trojanen zware verliezen toe. Daarbij doodde hij onder meer Aeneas’ boezemvriend Pallas. Wanneer Aeneas, buiten zichzelf van verdriet, de dood van zijn vriend wil wreken, wordt Turnus door Juno uit de strijd weggelokt. Zij brengt haar beschermeling in veiligheid in zijn vaderstad Ardea.
Even later nodigt Aeneas zijn tegenstander Turnus uit tot een beslissend tweegevecht. Als Aeneas verliest, zullen de Trojanen het land verlaten, als Turnus verliest zal er een eeuwigdurende vrede worden gesloten. Turnus wordt gesteund en aangemoedigd door zijn strijdlustige zuster Juturna, maar wordt uiteindelijk toch in wraak gedood door Aeneas.